# 赵学东
赵学东（1971年2月—），河南西峡人，中国河南政治人物。

## 生平
1995年11月加入中国共产党。历任河南省财政厅办公室副主任、预算处副处长、办公室主任。2014年10月，任河南省财政厅副厅长。2020年10月，任河南省人民政府副秘书长。